# Xanthocampoplex bellus
Xanthocampoplex bellus är en stekelart som först beskrevs av Cresson 1865.  Xanthocampoplex bellus ingår i släktet Xanthocampoplex och familjen brokparasitsteklar. Inga underarter finns listade i Catalogue of Life.